# Santuario del Señor de Muruhuay
El Santuario del Señor de Muruhuay es un santuario ubicado en el centro poblado de Muruhuay, en el distrito de Acobamba, provincia de Tarma, en el departamento de Junín, Perú. Se venera al señor de Muruhuay que se instauró como fecha de celebración cada 3 de mayo. 
Allí se encuentra la imagen de cristo crucificado. El santuario está a 12 kilómetros de Tarma, sobre la falda del cerro Shalacoto. Esta decorado con dos tapices de resurrección y la última Cena del Señor. La imagen se encuentra protegida por un vidrio y un escapulario de plata. Muruhuay proviene del quechua muru (manchado) y wayi (casa).
En 1827 fue levantada una capilla, luego se inauguró una nueva capilla  en 1835. En 1972 se levanta el nuevo templo diseñado por Juan Reiser Gasser y Christian Tgetgel que fue galardonado con el  Premio III Bienal de Arquitectura CAP.